# هنین لارسن (زاده ۱۹۵۵)
هنین لارسن (انگلیسی: Henning Larsen؛ زادهٔ ۱۲ april ۱۹۵۵ (۶۹ سال)) دوچرخه‌سوار اهل دانمارک است.